# 得忌利士洋行
得忌利士洋行，是一棟位於臺灣新北市淡水區的建築，該建築物於1871年由經營航運業務的英國得忌利士洋行（Douglas Lapraik & Co.）所建，現作為新北市立淡水古蹟博物館之展廳設施使用。

## 沿革
得忌利士洋行廳舍的前身為英國商船和海事貿易公司道格拉斯汽船公司，該公司為英國商人約翰·斯圖爾特·拉普雷克（John Steward Lapraik）於1883年7月28日所成立，在此之前，拉普雷克於1858年抵達香港，加入並繼承其叔叔道格拉斯·拉普雷克的公司得忌利士洋行，隨著隨著拉普雷克於1869年去世，拉普拉克與羅伯特·埃利斯·貝克（Robert Ellis Baker）、威廉·萊恩（William Lane）和羅伯特·曼格（Robert Manger）一起成為其公司遺產的主要受益人之一。
為了從事自香港至福州間的航運運輸。得忌利士洋行在成立後開始作為船運公司，以廈門為主要商港，並在包括香港、汕頭、安平、打狗、滬尾等商港進行貿易。並使用原本得忌利士洋行在1871年於滬尾興建的廳舍設立辦事處，作為該公司在該地區的主要辦公場所及地點。
1884年10月2日淡水之役期間，得忌利士洋行曾作為充當外僑避難的集合地點，洋行後屋在此次戰爭中遭到一枚炮彈擊垮。
2008年，臺北縣政府文化局配合中央政府「加強地方建設擴大內需方案」進行「打造淡水藝術大街」都市規劃案，得忌利士洋行則被歸納在相關工程範圍中，並將該洋航線存兩棟建物的文化資產價值與定位進行許多討論，後由淡水區公所向新北市政府文化局申請「紀念性建築物」認定獲准，並由淡水古蹟博物館委託中原大學建築系黃俊銘教授進行區域內相關歷史背景與建物現況調查。
當前依當時空間使用功能，得忌利士洋行現存的兩棟建築群，其中前棟定名為「第一檢查場」，後棟定名為「輸入品倉庫」，2013年3月30日，在經過修復工程後，得忌利士洋行重新啟用，於前棟舉辦復舊特展。
2016年，淡水古蹟博物館推動淡水文創聚落計畫，獲文化部補助，規劃在得忌利士洋行後棟部分空間打造淡水創客基地及劇場。2019年，該館舍曾舉辦「滬尾之役故事館」特展。

## 建築設計

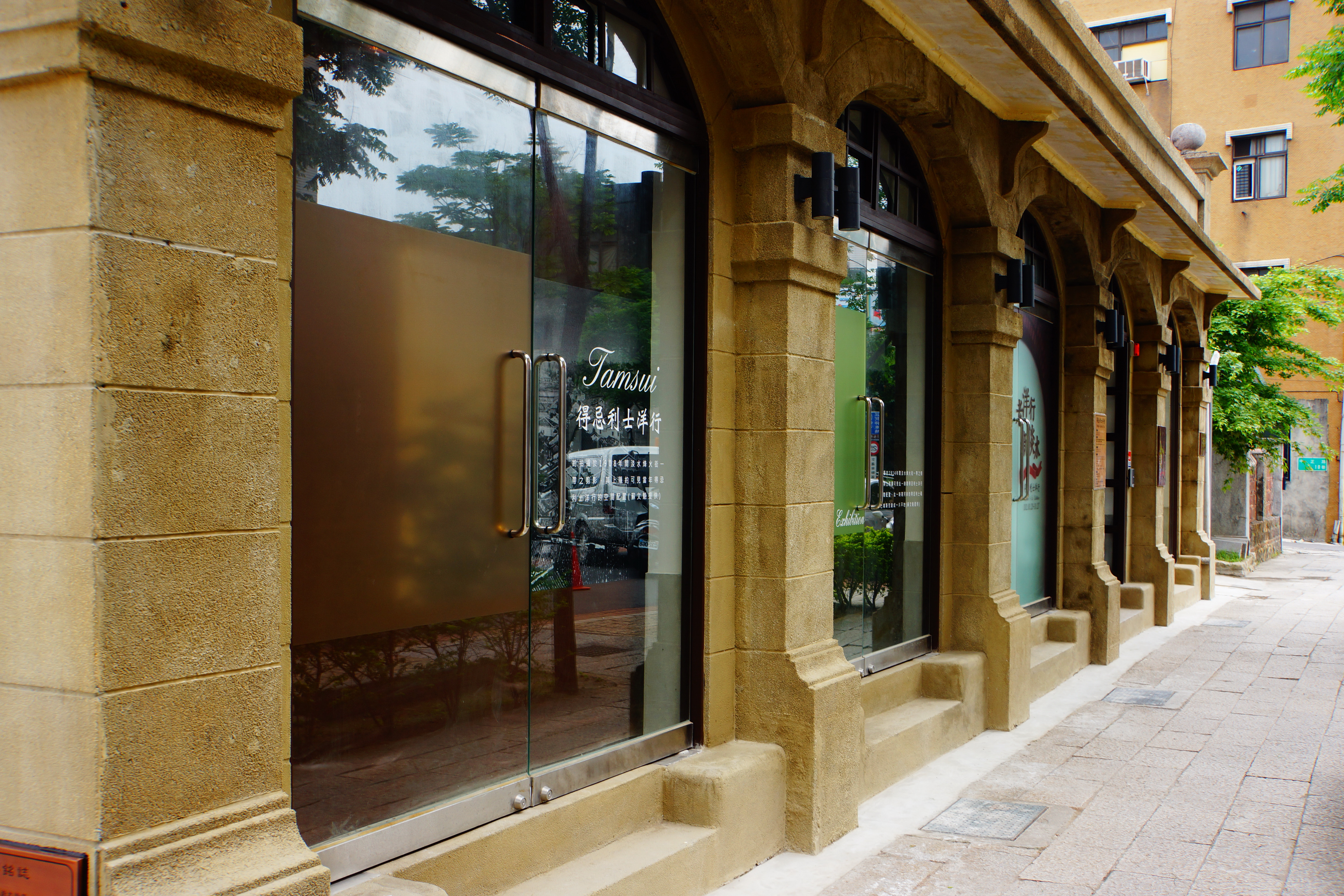
前棟
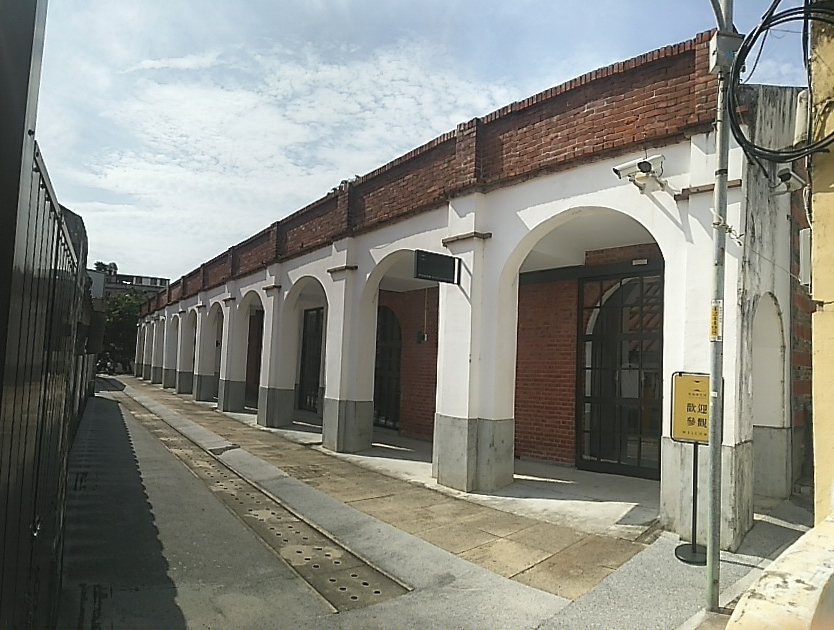
後棟
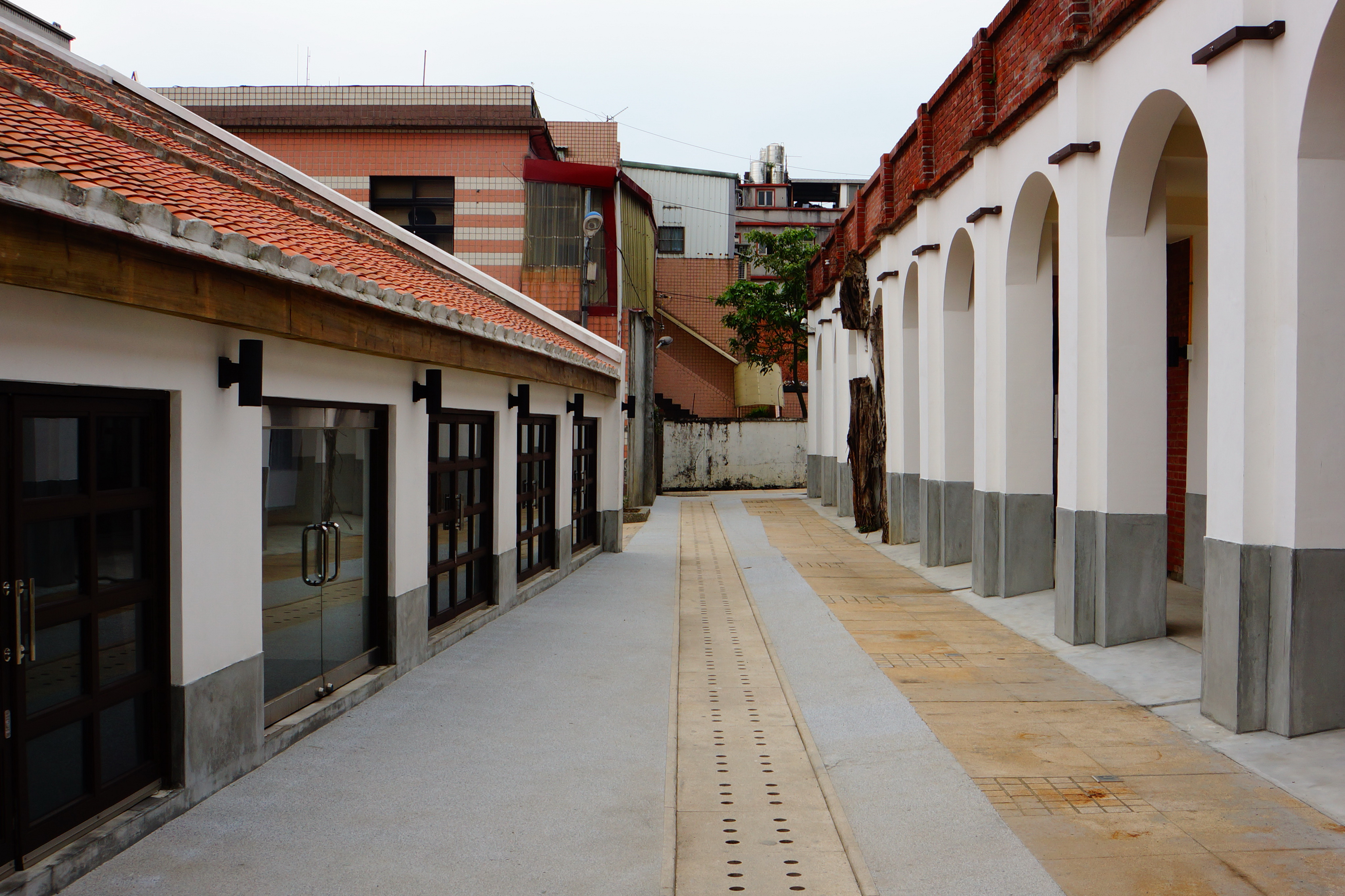

得忌利士洋行原設有眾多設施，並設有專屬碼頭，事務室、倉庫、住家、宿舍、檢查場和輸入品置場等設施，現僅存第一檢查場及輸入品倉庫兩棟建築。

### 第一檢查場
即前棟，該建築物為面寬五開間的磚石砌構造建築，其屋頂設有仰合瓦，其主要結構可分為正立面的磚連拱、兩側石砌山牆，以及位於內部的西式木構架拱。當前館舍主要展示淡水文史特展，以歷年來淡水經濟、商業、文化相關的沿革為主題，並不定期舉辦講座或展覽、表演。

### 輸入品倉庫
即後棟，該建築物為矩形的廣間型建築，結構主體由屋架、柱、牆體以及基礎所構成，後期曾在北面增建許多空間以連結日商中野宅。屋架由特殊形式之中柱式木屋架和拉力桿組成，南面牆面由九個磚拱牆組成。當前該建築作為淡古文創工坊使用。

## 外部連結
- 得忌利士洋行| 新北市立淡水古蹟博物館 （页面存档备份，存于）
- 得忌利士洋行 - 淡水維基館 （页面存档备份，存于）